# فرامرز أسدي
الحاج فرامرز اسدي زعيم وعالیجاه التوشمال ورئيس الشهير لقبيلة الملكشاهية حتى ما بعد الحرب العالمية الثانية وكان حاكم ومحافظ عيلام. قاد الحاج فرامرز اسدي مجموعات مسلحة كردية لمحاربة قوات الدولة العثمانية في إيران، ثم اتجه لمحاربة قوات روسيا القيصرية والاحتلال البريطاني التي غزت المناطق الكردية في إيران.

## التوشمال
زعيم ورئيس القبيلة الملكشاهية يعرف بـ «عالیجاه توشمال» أو «خان». ويقسم منصب التوشمال والخان بين أخوين؛ ويعرف من قبل الحكومة المركزية بشكل رسمي. الوظائف الرئيسية للتوشمال هي حفظ الأمن والنظر في أمور القبيلة المختلفة عبر الشرطة وجمع الأموال. إدارة العشائر (طوايف) التي تدار من قبل (كدخدا) يعين من قبل التوشمال ويخضع لإدارته.

## فتح نامه
كان من اراضي محافظة عيلام المدارية بمساحة 36000 هكتار قد اعطيت للحاج فرامرز اسدي بأمر من فتح علي شاه قاجار بخط يد الأمير محمد علي ميرزا دولتشاه ابن ارشد شاه  بتاريخ ذو الحجة عام 1236 هجري قمري الموافق لـ 1199 هجري شمسي (ويعرف هذا الامر بالفتح نامه) لتشجيع الملكشاهية على قتال العثمانيين واستخدام السليمانية، شهرزور، الموصل، كركوك، وسامراء في محاصرة بغداد من مدن الامبراطورية العثمانية من خلال قبيلة الملكشاهية.
يقال ان كبير القبيلة الملكشاهية وقتها قام بقطع الاذن اليمنى لكافة اسرى العثمانيين واقتيدوا إلى العاصمة. واعد لهذه المعركة أربعة الاف مقاتل من الملكشاهية الجمزية ومئة فارس ومئة مقاتل من القبائل الأخرى. وثلاثة الاف وثمانمئة من الجنود النظاميين، بإمرة بهلوان موسى خميس على جميع الجيش الإيراني وذلك موضع فخر للملكشاهيه وما زال نقش هذا الجيش موجودا في حديقة متحف شيراز وفي متحف بارس. وقد بقيت الأراضي المحولة باسم الحاج فرامرز اسدي وبسند قانوني محفوظ في كرمانشاه غير انها وبعد الثورة نقلت ملكيتها دون أي مستند قانوني إلى إدارة الموارد الطبيعية في عيلام وإلى اشخاص اخرين.
يذكر شميم في كتابه، بخصوص امر الملكشاهية الچمزية برئاسة وقيادة بهلوان موسى خميس وحسن خان الفيلي والي عيلام ولرستان مع محمد علي ميرزا دولتشاه الأمير القاجاري وابن فتح علي شاه قاجار للهجوم على الدولة العثمانية ومحاصرتها، كتب <<القوات الإيرانية بقيادة دولتشاه كانت حول شهرزور ونهر سيروان بمساعدة حسن خان الفيلي ومقاتلي الفيلية من بشتكوه وبالاخص القبيلة الملكشاهية الچمزية ويذكر ان محمد اغا الكهية ومحمود باشا بابان (العثمانيان) انكسرا امام الجيش الإيراني وهربوا تاركين كركوك خلفهم ثم استطاع دولتشاه احتلال السليمانية فهجم على بغداد من طريق سامراء. وحاصر والي بغداد داوود باشا، فأرسل الاخير الشيخ موسى بن الشيخ جعفر النجفي للتوسط مع دولتشاه. فتصادفت وفاة دولتشاه عند إيوان المدائن أو طاق كسرى في المدائن حيث كان مريضا وكان ذلك بتاريخ 1237 هجري قمري.
ويذكر أيضا حول شجاعة الفرسان الفيلية وبالاخص عشائر گرزدين وند الملكشاهية الجمزية في الحملة على الجيش العثماني عام 1234 هجري قمري في الفتح نامه <<كان الفرسان الفيلية في قتل مقاتلي الانكشارية مساهمين ومشاركين مع ملك الموت>>.

## الحرب الاخيرة مع الدولة العثمانية
في عام 1326 هجري قمري الموافق لـ 1278 هجري شمسي اغار العثمانيون بقوة من كتيبتين مجهزة بمدفعية على محاصيل الفلاحين في مهران جنوب غربي عيلام، غلام رضا خان والي بشتكوه جهز رماة بقيادة سيد جواد ابن عمه لمساعدة الناس من القبيلة الملكشاهية في الصمود، وتحدت قوى الملكشاهية بقيادة الحاج فرامرز اسدي والوالي في هذه الحرب وقتلوا وأسروا عددًا من العثمانيين واستطاعوا حماية الحدود.

## ارتباطات الحاج فرامرز اسدي والولاة الفيلية
هناك علاقات صداقة بين عائلات الولاة الفيليون مع القبيلة الملكشاهية. وذلك يعني ان الولاة الفيليون لم يكونوا يتدخلون في المناسبات والقوانين الداخلية للقبيلة الملكشاهية مثل التدخل لاختيار التوشمال والكدخدايات تحت مسمى الاتحاد. روابط الصداقة هذه قلت عندما وصل توشمال اسد إلى رئاسة القبيلة الملكشاهية عبر الاتحاد مع رؤساء ولاية لرستان حيث صار الوالي حسين قلي خان ابوقداره منافسا اجتماعيا وسياسيا، حتى وصل الأمر إلى امر الوالي عماله بمتابعة توشمال اسد في لرستان بيشكوه لاغتياله. غير ان غلام رضا خان الفيلي ابن حسين قلي خان ابوقداره ولاجل تحسين العلاقات مع العائلة الملكشاهية تزوج ابنة الحاج فرامرز اسدي ووصلوا إلى الصلح بهذا الزواج.
هذه العلاقات ساعدت ولاة بشتكوه بالهروب من رضا شاه في عام 1308 هجري شمسي عندما جاء رضا شاه للسلطة وعهدت رئاسة بشتكوه قبل وبعد الحرب العالمية الثانية إلى الحاج فرامرز اسدي توشمال الملكشاهيه. وفي عام 1308 هجري شمسي طلب يدالله خان ابن ارشد غلام رضا خان الفيلي مساعدة الملكشاهية للثورة على رضا شاه، فأعتذر فرامرز اسدي عن إرسال رجال خارج اقليم الملكشاهيه وكذلك فعل شهباز ونامدار رحيمي من رؤساء الملكشاهية. ولكن يد الله خان طلب العون من شاه محمد ياري كدخدا عشيرة نقي الملكشاهية، وقد جهزه الاخير بعدد من الملكشاهية وعشائر عيلام فقام يدالله خان بالثورة ضد رضا شاه، ودعى شاه محمد ياري برئاسة الملكشاهيه لنفسه ومقاطعة الحاج فرامرز اسدي.

## الحرب العالمية الثانية
اثناء وبعد الحرب العالمية الثانية عام 1320 هجري شمسي كان الحاج فرامرز اسدي رئيس قبيلة الملكشاهيه وكان معترفا به من قبل الشاه كحاكم رسمي لمحافظة عيلام. في عام 1320، عندما غزت الجيوش البريطانية والروسية إيران، تفكك الجيش وخلق الفوضى. طردت الحكومة المركزية الحكام الرسميين تمامًا، وأصبح رؤساء كل قبيلة رئيسًا للانضباط في مناطقهم. كما تم انتخاب الأمیر عالیجاه توشمال الحاج فرامرز أسدي رئيس العشایر أکراد فیلیة وحاكم محافظة إيلام في منطقة بوشتكوه وفي ذلك الوقت كانت تلك النواحي من أكثر مناطق إيران امنا.